# Tropidophis greenwayi
Tropidophis greenwayi là một loài rắn trong họ Tropidophiidae. Loài này được Barbour & Shreve mô tả khoa học đầu tiên năm 1936.